# Europa (ostrov)

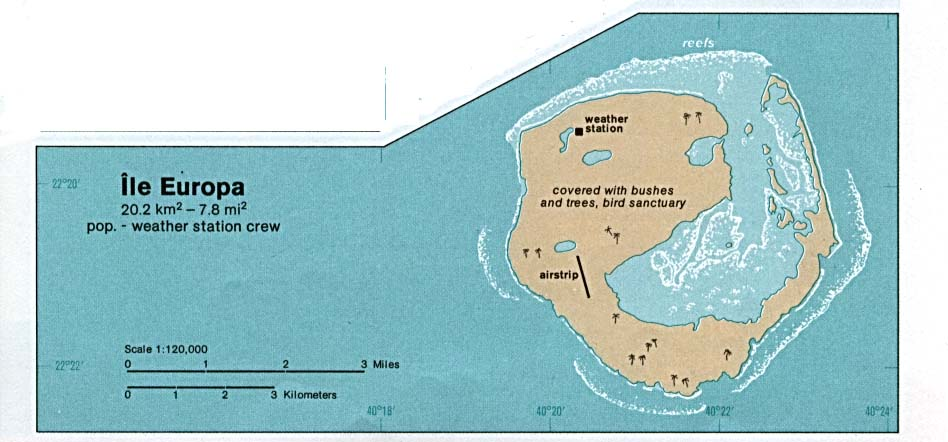
Mapa ostrova Europa

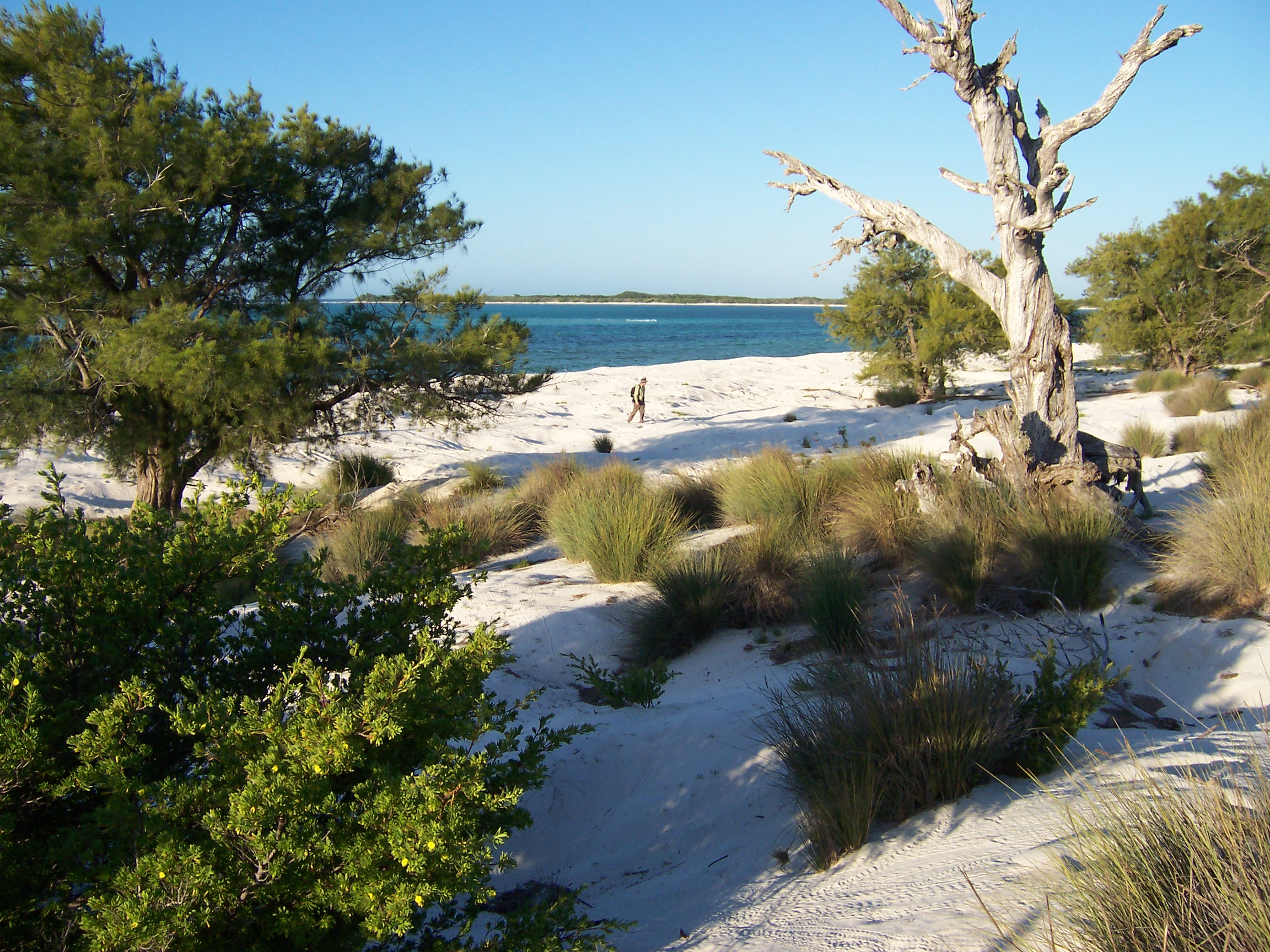
Pohled na pláž na severu ostrova Europa

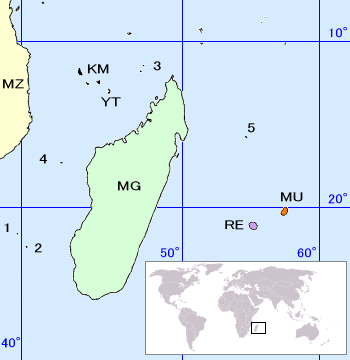
Poloha Roztroušených ostrovů:
• 1 : Bassas da India
• 2 : Europa
• 3 : Glorieuses
• 4 : Juan da Nova
• 5 : Tromelin
(KM : Komory, MG : Madagaskar, MU : Mauricius, MZ : Mosambik, RE : Réunion, YT : Mayotte)

Ostrov Europa (francouzsky Île Europa) je tropický ostrov v Mosambickém průlivu na 22°19′59″ j. š., 40°22′ v. d., 120 km jihovýchodně od Bassas da India, 300 km západně od jižního pobřeží Madagaskaru a 500 km východně od jižního pobřeží Mosambiku.
Má rozlohu 28 km², 22 km pobřeží, ale žádné přístavy, jen kotviště na moři. Je na něm 1500 m dlouhá přistávací dráha pro letadla. Nejvyšší bod ostrova tvoří bezejmenné místo vysoké jen 24 m n. m.
Ostrov je obklopen korálovými plážemi a zřasenými útesy a uzavírá mangrovovou lagunu o rozloze asi 9 km². Další vegetaci na ostrově tvoří suchý les, křoviny, pryšce a zbytky sisalové plantáže.
Ostrov Europa je přírodní rezervací a útočištěm migrujících mořských ptáků. Je zde také jedno z největších hnízdišť karet obrovských (Chelonia mydas) na světě. Dále zde žijí kozy dovezené osadníky koncem 18. století.
Ostrov dostal jméno podle britské lodi Europa, která ho navštívila v roce 1774. Od roku 1897 je v držení Francie, ale nároky na něj vznáší i Madagaskar. Ruiny a hroby na Europě dokládají několik pokusů o její osídlení od 60. let 19. do 20. let 20. století.
Ostrov má exkluzivní ekonomickou zónu společnou s Bassas da India, o rozloze 127 300 km². Ostrov je obsazen vojenskou jednotkou z Réunionu, má meteorologickou stanici a navštěvují ho vědci.